# Kraljevina Češka
Kraljevina Češka (češko České království, latinsko Regnum Bohemiae) je bila v srednjem in zgodnjem novem veku monarhija v Srednji Evropi in predhodnica sodobne Češke republike. Bila je država Svetega rimskega cesarstva. Njen kralj je bil volilni knez cesarstva. Češki kralji so razen na Češkem vladali tudi v deželah, ki so pripadale Češki kroni. Slednje so bile v različnih obdobjih različne in vključevale Moravsko, Šlezijo, Lužico in dele Saške, Brandenburga in Bavarske. 
Kraljevino je ustanovila dinastija Přemyslidov v 12. stoletju iz Vojvodine Češke. Kasneje so v njej vladali Luksemburžani, Jagelonci in od leta 1526 Habsburžani in njihova naslednica, Habsburško-Lotarinška hiša. Številni kralji Češke so bili izvoljeni za cesarja Svetega rimskega cesarstva. Prestolnica Praga je bila v poznem 14. stoletju ter ponovno ob koncu 16. in v začetku 17. stoletja sedež cesarjev Svetega rimskega cesarstva 
Po razpadu Svetega rimskega cesarstva leta 1806 je ozemlje postalo del habsburškega avstrijskega cesarstva in nato od leta 1867 Avstro-Ogrske. Češka je do leta 1918 obdržala svoje ime in uradni status ločene kraljevine v okviru Avstro-Ogrske. Njena prestolnica Praga je bila eno vodilnih mest cesarstva. Češki jezik je bil do leta 1627 glavni jezik parlamenta in plemstva. Nemščina je bila nato formalno izenačena s češčino in je sčasoma prevladala kot jezik parlamenta do češkega narodnega preporoda v 19. stoletju. Nemščina je bila pogosto v rabi tudi kot jezik uprave v številnih mestih, potem ko so se v nekatere dele države v 13. stoletju priselili in naselili Nemci. Kraljevi dvor je uporabljal češki, latinski in nemški jezik, odvisno od vladarja in obdobja. 
Po porazu centralnih sil v prvi svetovni vojni sta bila tako kraljestvo kot imperij razpuščena. Češka je postala osrednji del novonastale Češkoslovaške republike.

## Zgodovina

### Rast (13. stoletje)
Četudi nekateri vladarji Češke v 11. in 12. stoletju niso imeli dednega naslova kralja  (Vratislav II., Vladislav II.), je kraljestvo uradno ustanovil Přemysl Otokar I. leta 1198. Status kralja mu je priznal Filip Švabski, izvoljen za kralja Rimljanov, v zameno za njegovo podporo proti tekmecu, cesarju Otonu IV. Leta 1204 sta Otokarjev kraljevski status sprejela Oton IV., pa tudi papež Inocenc III. Uradno je bil priznan leta 1212 z Sicilsko zlato bulo cesarja Friderika II., s katero je vojvodino Češko povzdignil v kraljestvo in razglasil njegovo neodvisnost. Slednjo je kasneje podprl tudi bodoči češki kralj in cesar Karel IV. s svojo zlato bulo iz leta 1356. 
Po teh pogojih naj bi bil češki kralj oproščen vseh prihodnjih obveznosti do Svetega rimskega cesarstva, razen sodelovanja v cesarskih svetih. Cesarska pravica ratifikacije vsakega češkega vladarja in imenovanja praškega škofa je bila preklicana. Kraljev naslednik je bil Venčeslav I., Otokarjev sin iz drugega zakona. 
Neža, sestra Venčeslava I., kasneje kanonizirana, se ni hotela poročiti s cesarjem Svetega rimskega cesarstva in je svoje življenje namesto tega posvetila duhovnosti. V dopisovanju s papežem je leta 1233 ustanovila viteški Red križarjev z rdečo zvezdo, prvi vojaški red v češkem kraljestvu. Na Češkem so bili prisotni še štirje drugi vojaški redovi: Red sv. Janeza Jeruzalemskega od okoli 1160, Red svetega Lazarja od  konca 12. stoletja,  Tevtonski viteški red od okoli 1200 do 1421 in vitezi templjarji od 1232 do 1312.
13. stoletje je bilo najbolj dinamično obdobje vladavine Přemyslidov na Češkem. Preokupacija nemškega cesarja Friderika II. s sredozemskimi zadevami in dinastični boji, znani kot Veliko medvladje (1254–1273), so oslabili cesarsko oblast v Srednji Evropi in dali priložnosti Přemyslidom. Istočasno so pozornost čeških vzhodnih sosed, Ogrske in Poljske, pritegnili mongolski vpadi v letih 1220-1242. 
Přemysl Otokar II. (vladal 1253–1278) se je poročil z nemško princeso Margareto Babenberško in postal avstrijski vojvoda, s čimer je pridobil Zgornjo Avstrijo, Spodnjo Avstrijo in del Štajerske. Sam je osvojil ostalo Štajersko, večji del Koroške in dele Kranjske. Imenovali so ga »kralj železa in zlata«, železa zaradi osvajanj in zlata zaradi bogastva. Na pohodih je prodrl do Prusije,  kjer je premagal poganske domorodce, in leta 1256 ustanovil mesto  Královec, ki je kasneje postalo Königsberg, zdaj Kaliningrad. 
Leta 1260 je Otokar v bitki pri Kressenbrunnu ob reki Moravi, v kateri se je spopadlo več kot 200.000 mož,  premagal ogrskega kralja Bélo IV. Zavladal je ozemlju od Avstrije do Jadranskega morja. Po letu  1273 je habsburški kralj Rudolf začel ponovno uveljavljati cesarsko oblast in zavirati Otokarjevo moč. Otokar je imel tudi težave z uporniškim plemstvom na Češkem. Leta 1276 je izgubil vse svoje nemške posesti, leta 1278 pa ga je zapustil del češkega plemstva. Umrl je v bitki pri Marchfeldu proti Rudolfu Habsburškemu 
Nasledil ga je sin Venčeslav II., ki je bil leta 1300 kronan za kralja Poljske. Venčeslavov sin Venčeslav III. je bil leto kasneje kronan za kralja Ogrske. Češki kralji so takrat vladali on Ogrske do Baltskega morja. 
13. stoletje je bilo tudi obdobje obsežnega nemškega priseljevanja na vzhod (nemška vzhodna kolonizacija), ki so ga pogosto spodbujali češki kralji. Nemci so poselili mesta in rudarska okrožja na češkem obrobju in v nekaterih primerih oblikovali nemške kolonije tudi v notranjosti Češke. Pomembna nemška naselja so bila Stříbro, Kutná Hora, Německý Brod (danes Havlíčkův Brod) in Jihlava. Nemci so s seboj  prinesli svoj zakonik - ius teutonicum - ki je bil podlaga kasnejšemu trgovskemu pravu Češke in Moravske. Poroke med češkimi plemiči in Nemci so kmalu postale običajne.

### Zlata doba (14. stoletje)
14. Stoletje, zlasti vladavina Karla IV. (1342-1378),  velja za zlato dobo češke zgodovine. Leta 1306 so Přemyslidi izumrli. Po vrsti dinastičnih vojn je bil za češkega kralja izvoljen luksemburški grof Ivan in se poročil z Elizabeto, hčerko Venčeslava II. Na prestolu ga je leta 1346 nasledil njegov sin Karel IV., drugi kralj iz hiše Luksemburžanov. Karel je bil vzgojen na francoskem dvoru in bil svetovljan. 
Karel IV. je okrepil moč in ugled češkega kraljestva. Leta 1344 je praško škofijo povzdignil v nadškofijo, jo izvzel iz jurisdikcije Mainza in nadškofu podelil  pravico kronanja čeških kraljev. Karel je omejil oblast češkega,  moravskega in šlezijskega plemstva ter racionaliziral deželno upravo Češke in Moravske. Ustvaril je Češko krono, ki je vključevala Moravsko, Šlezijo in Lužico. 
Leta 1355 je bil Karel okronan za cesarja Svetega rimskega cesarstva. Naslednje leto je izdal Zlato bulo, ki je opredeljevala in kodificirala postopek volitev na cesarski prestol s češkim kraljem med sedmimi volivci. Izdaja Zlate bule in posledična pridobitev Brandenburškega elektorata sta Luksemburžanom dala dva glasova v volilnem kolegiju. Karel je Prago spremenil tudi v cesarsko prestolnico. 
Obsežni gradbeni projekti, ki se jih je lotil kralj, so vključevali ustanovitev Novega mesta jugovzhodno od Starega mesta. Kraljevi grad Hradčani je bil obnovljen. Posebej pomembna je bila ustanovitev Karlove univerze v Pragi leta 1348. Karel je nameraval Prago spremeniti v mednarodno izobraževalno središče, univerza pa je bila razdeljena na češki, poljski, saški in bavarski »narod«, vsak z enim nadzornim glasom. Karlova univerza je postala jedro intenzivnega češkega partikularizma. 
Karel je umrl leta 1378. Češka krona je pripadla njegovemu sinu Venčeslavu IV., ki je bil na prvih volitvah po očetovi zlati buli leta 1376 izvoljen tudi za rimskega kralja. Leta 1400 je bil odstavljen s cesarskega položaja, čeprav nikoli ni bil okronan za cesarja. Njegov polbrat Sigismund   je bil leta 1433 v Rimu okronan za cesarja in vladal do leta 1437. Bil je zadnji moški član Luksemburške hiše. 

### Husitsko gibanje (15. stoletje)
Husitsko gibanje (1402–1485) je bilo predvsem verska, pa tudi nacionalna manifestacija. Kot versko reformno gibanje, tako imenovana češka reformacija, je predstavljalo izziv papeški avtoriteti in uveljavitev nacionalne avtonomije v cerkvenih zadevah. Husiti so premagali štiri križarske vojske Svetega rimskega cesarstva. Mnogi na gibanje gledajo kot na del svetovne protestantske reformacije. Ker je bilo v križarskih vojskah veliko Nemcev, vendar tudi Madžarov in katoliških Čehov, se husitsko gibanje obravnava tudi kot češko narodno gibanje. V sodobnem času je pridobilo tudi protiimperialne in protinemške asociacije in je bilo včasih opredeljeno kot manifestacija dolgotrajnega češko-nemškega etničnega konflikta. 
Husitstvo se je začelo med dolgo vladavino Venčeslava IV. (1378–1419), obdobjem papeškega razkola in sočasne anarhije v Svetem rimskem cesarstvu. Pospešila ga je polemika na Karlovi univerzi v Pragi. Leta 1403 je Jan Hus postal rektor praške univerze in kot reformistični pridigar zagovarjal protipapeške in antihierarhične nauke Johna Wycliffa iz Anglije. Slednjega pogosto imenujejo »zvezda Danica reformacije«. Husov nauk je zavračal vse, v čemer je videl bogatenje, korupcijo in hierarhične težnje rimskokatoliške cerkve. Zagovarjal je Wycliffov nauk o duhovniški čistosti in uboštvu ter vztrajal pri tem, da laiki prejemajo obhajilo kot kruh in vino. Rimskokatoliška cerkev je v praksi čašo ali vino rezervirala za duhovščino. Zmernejši Husovi privrženci, utrakvisti, so svoje ime prevzeli iz latinskega izraza sub utraque specie, ki pomeni pod vsako vrsto. Kmalu se je izoblikovala tudi bolj radikalna ločina taboritov, ki so svoje ime prevzeli po mestu Tabor, husitski trdnjavi v južni Češki. Zavračali so cerkveno doktrino in imeli Sveto pismo za edino avtoriteto v vseh verskih zadevah.  
Kmalu po Husovem prevzemu rektorskega položaja so nemški profesorji teologije zahtevali obsodbo Wycliffovih spisov. Hus je protestiral in dobil podporo češkega elementa na univerzi. Ker so imeli pri političnih odločitvah Čehi le en glas proti trem nemškim, so bili preglasovani, vendar so ohranili ortodoksno stališče. V naslednjih letih so Čehi zahtevali revizijo univerzitetne ustanovne  listine, s katero bi zagotovili ustreznejšo zastopanost domače češke fakultete. Univerzitetni spor je zaostril omahujoč položaj češkega kralja Venčeslava. Njegovo naklonjenost Nemcem pri imenovanju na svetniške in druge upravne položaje je vzbudilo nacionalistična čustva češkega plemstva in ga postavilo na Husovo stran. Nemške fakultete so imele podporo praškega nadškofa Zbyněka Zajíca in nemške duhovščine. Venčeslav je iz političnih razlogov svojo podporo Nemcem preusmeril na Husa in se povezal z reformatorji. 18. januarja 1409 je izdal Dekret iz Kutne gore, s katerim s Čehi dobili tri glasove, drugi pa samo po en glas. Posledično so nemški profesorji in študenti množično zapustili Karlovo univerzo in na koncu ustanovili univerzo v Leipzigu. 
Husova zmaga je bila kratkotrajna. Pridigal je proti prodaji odpustkov, zaradi česar je izgubil podporo kralja, ki je prejemal odstotke od njihove prodaje. Leta 1412 so Husa in njegove privržence suspendirali z univerze in izgnali iz Prage. Reformatorji so dve leti služili kot potujoči pridigarji po vsej Češki. Leta 1414 je bil Hus poklican na Konstanški koncil, da bi zagovarjal svoja stališča. Od cesarja je dobil zagotovila, do bo njegovo potovanje in bivanje varno, vendar so ga v Konstanci aretirali in  nikoli ni dobil priložnosti za obrambo svojih idej. Na koncilu so ga obsodili kot heretika in ga leta 1415 sežgali na grmadi. 
Husova smrt je sprožila več deset let trajajoče  husitske vojne. Propapeškemu ogrskemu kralju Sigismundu, po smrti Venčeslava IV. leta 1419  nasledniku češkega prestola, kljub pomoči ogrske in nemške vojske ni uspelo dobiti nadzora nad češkim kraljestvom. V Pragi so izbruhnili nemiri. V prestolnico so pridrveli taboriti, ki jih je vodil češki župan Jan Žižka. Verski spori so preželi celotno kraljestvo in bili še posebej intenzivni v mestih, kjer so prevladovali Nemci. Husitski Čehi in katoliški Nemci so se obrnili drug proti drugemu. Veliko Nemcev je bilo pobitih, številni preživeli pa so pobegnili ali bili izgnani v druge dele Svetega rimskega cesarstva. Cesar Sigismund je s podporo Madžarov in čeških katoličanov vodil ali spodbujal različne križarske vojne proti Češki. 
Husitske vojne so potekale po enakem vzorcu. Ko se je začela križarska vojna proti Češki, so se zmerni in radikalni husiti združili in premagali napadalce. Ko je grožnja minila, so se husitske vojske osredotočile na napade na dežele katoliških simpatizerjev. Številni zgodovinarji so husite slikali kot verske fanatike in nacionaliste, ki so ščitili svojo deželo pred kraljem in papežem, ki husitom nista priznavala pravice do obstoja. Žižka je vodil vojske, ki so napadale gradove, samostane, cerkve in vasi, izganjale katoliško duhovščino, razlaščale cerkvena zemljišča in sprejemale spreobrnjence.  
Med boji proti Sigismundu so taboritske vojske prodrle tudi na območja današnje Slovaške. Tam so se naselili češki begunci iz verskih vojn na Češkem.  Češki plemič Jan Jiskra iz Brandýsa je od leta 1438 do 1453 obvladoval večino južne Slovaške iz središč Zólyom (danes Zvolen) in Kassa (danes Košice). Husitski nauki in češka Biblija sta se z njihovim prihodom razširili tudi med Slovake, kar je dalo osnovo za prihodnjo povezavo med Čehi in njihovimi slovaškimi sosedi. 
Ko je Sigismund leta 1437 umrl, so češki stanovi za njegovega naslednika izvolili Albrehta Avstrijskega. Ko je  Albreht umrl je bil za njegovega naslednika priznan njegov sin Ladislav Posmrtni, tako imenovan, ker je bil rojen po očetovi smrti. V času Ladislavove mladoletnosti je na Češkem vladalo regentstvo, sestavljeno iz zmernih reformnih plemičev utrakvistov. Glavni izziv za regentstvo so bili notranji spori med samimi  Čehi, ker je del češkega plemstva ostal katoliški in zvest papežu. Utrakvistična delegacija na Koncilu v Baslu leta 1433 se je pogajala o navidezni spravi s katoliško cerkvijo. Baselski sporazum je sprejel osnovna načela husitizma, izražena v Štirih praških členih: občestvo obeh vrst, svobodno oznanjevanje evangelijev, razlastitev cerkvene zemlje ter razkrivanje in javno  kaznovanje grešnikov. Papež je sporazum zavrnil in s tem preprečil pravo čeških katoličanov z utrakvisti. 
Vodja utrakvističnega regentstva je postal Jurij Podjebradski, kasnejši »nacionalni« kralj Češke. Jurij je za praškega nadškofa postavil še enega utrakvista, Jana Rokicanskega, in uspel združiti bolj radikalne taborite s češko reformirano cerkvijo. Katoliška stranka je bila izgnana iz Prage. Po Ladislavovo smrti leta 1457 zaradi levkemije, so češki stanovi naslednje leto za kralja izvolili Jurija Podjebradskega. Jurij je bil plemiškega rodu, vendar ne iz kraljeve dinastije. Njegove izvolitve zato ni priznal niti papež niti noben drug evropski monarh. 
Jurij si je prizadeval za uveljavitev »Listine univerzalne mirovne unije«. Menil je, da bi si morali vsi monarhi prizadevati za trajnostni mir po načelu nacionalne suverenosti držav in načelih nevmešavanja in reševanja problemov in sporov pred mednarodnim sodiščem. Razen tega bi se morala Evropa združiti v boju proti Osmanskemu cesarstvu. Vsaka država bi imela po en glas, vodilno vlogo pa bi imela Francija. Jurij v tej uniji papežu ni pripisoval kakšne posebne vloge. 
Češki katoliški plemiči so se leta 1465 pridružili Zelenogorski zvezi in spodbijali avtoriteto Jurija Podjebradskega. Naslednje leto je papež Pavel II. Jurija Podjebradskega izobčil. V letih 1468-1478 so se Čehi spopadali z ogrskim kraljem Matijo Korvinom in Friderikom III. Habsburškim, ogrske sile pa so zasedle večino Moravske. Jurij Podjebradski je umrl leta 1471. 

### Jagelonci in Habsburžani (1471-1918)
Po smrti husitskega kralja so češki stanovi za kralja izvolili poljskega princa Ladislava Jagela, ki je leta 1479 sklenil Olomuški mir. Po smrti Matije Korvina leta 1490 je najmočnejša zveza ogrskih baronov izvolila Ladislava tudi za kralja Ogrske. Poljski Jagelonci so zdaj vladali tudi Češki in Ogrski. Češko so upravljali v odsotnosti, ker je ogrsko plemstvo od njih vztrajno zahtevalo, da svojo prestolnico prestavijo na Ogrsko. Njihov vpliv v kraljestvu je bil minimalen, ker je dejanska oblast pripadala regionalnemu plemstvu. 
Češki katoličani so leta 1485 sprejeli Baselski sporazum in se pomirili z utrakvisti. Odtujenost Češke od cesarstva se je nadaljevala, ko je Vladislav (kot Vladislav II.) leta 1490 nasledil Matijo Korvina in sta bili češko in ogrsko kraljestvo združeni v personalni uniji. Dežele češke krone niso veljale za cesarsko domeno in niso bile vključene v Cesarski krog, ustanovljen s cesarsko reformo leta 1500. 
Leta 1526 so osmanski Turki v bitki pri Mohaču odločilno porazili Vladislavovega sina, kralja Ludvika, ki je tam umrl. Posledično so Turki osvojili del Ogrske, preostanek, predvsem ozemlje današnje Slovaške, pa je po določilih poročne pogodbe kralja Ludvika prišel pod habsburško oblast. Češki stanovi so za Ludvikovega naslednika za kralja Češke izvolili avstrijskega nadvojvodo Ferdinanda, mlajšega brata cesarja Karla V.  S tem se je začela skoraj štiristoletna habsburška vladavina na Češkem in Ogrskem. 
Vključitev Češke v habsburško monarhijo kljub odporu lokalnega protestantskega plemstva je sprožila praško defenestracijo leta 1618 in tridesetletno vojno. S porazom češkega  protestantskega plemstva  v bitki na Beli gori leta 1620 se je končalo gibanje za češko avtonomijo.

### Poraz in propad
Leta 1740 je pruska vojska v šlezijskih vojnah osvojila češko Šlezijo in leta 1742 prisilila Marijo Terezijo, da je Prusiji prepustila večino Šlezije, razen najjužnejšega dela z vojvodinami Cieszyn, Krnov in Opava. Ko se je Marija Terezija pripravljala na vojno s Prusijo, da bi si povrnila Šlezijo, se je moral pruski kralj Friderik II. leta 1756 soočiti s sovražno koalicijo pod vodstvom Avstrije. Pruska vojska je osvojila Saško in leta 1757 vdrla na Češko. V bitki pri Pragi leta 1757 je premagala Habsburžane in nato zasedla Prago. Več kot četrtina Prage je bila uničena, stolnica sv. Vida pa je utrpela veliko škodo. V bitki pri Kolínu je bil Friderik poražen in moral zapustiti Prago ter se umakniti iz Češke. 
Z razpadom Svetega rimskega cesarstva leta 1806 je bila Kraljevina Češka vključena v takrat dve leti staro Avstrijsko cesarstvo. Avstrijski cesar je poleg svojega naslova privzel tudi naslov češkega kralja. Z  avstro-ogrsko nagodbo iz leta 1867 so dežele Češka, Moravska in avstrijska Šlezija postale cesarsko-kraljeve kronske dežele Cislajtanije. Češko kraljestvo je uradno prenehalo obstajati leta 1918 s preoblikovanjem v Češkoslovaško republiko. 
Sedanja Češka republika, ki jo sestavljajo Češka, Moravska in Češka Šlezija, še vedno uporablja večino simbolov Kraljevine Češke: leva z dvema repoma v svojem grbu, rdečo in belo črto na državni zastavi in kraljevi grad kot predsednikov urad. 

## Gospodarstvo
Češka je bila med prvimi industrializiranimi državami v Evropi. Rudarjenje kositra in srebra se je v Češkem rudogorju začelo v začetku 12. stoletja. V industrijskem  razvoju češkega kraljestva so imeli izjemno vlogo nemški priseljenci. V poznem 12. in v 13. stoletju so Přemyslidi spodbujali kolonizacijo nekaterih območij svojih dežel z nemškimi naseljenci iz sosednje Bavarske, Frankovske, Zgornje Saške in Avstrije.  Novi naseljenci s seboj niso prinesli le običajev in jezika, temveč tudi nova tehnična znanja in opremo, ki so jo v nekaj desetletjih prilagodili predvsem v poljedelstvu in obrti. V Šleziji se je površina obdelovalne zemlje s 16 % na začetku 11. stoletja v 16. stoletju povečala na 30 %. V mnogih delih kraljestva se je skupna površina obdelovalne zemlje v 14. stoletju povečala za sedemkrat do dvajsetkrat. Novi naseljenci so se naselili večinoma v hribovitih in goratih predelih ter začeli z rudarstvom in  kakovostno industrijo, kot je kovinarstvo, industrija orožja in pivovarstvo. Ena od panog je bila tudi  proizvodnji stekla.

## Dežele Češke krone
Jedro Kraljevine Češke je tvorila Osrednja Češka (Čechy) s Kladsko grofijo (Hrabství kladské). Egerland (Chebsko), zgodovinsko regijo zahodno od Češke, je pridobil kralj Venčelav II. med letoma 1291 in 1305. Nemški kralj Ludvik IV. je Egerland leta 1322 zastavil Češki in ga nato združil v personalno unijo z ožjo Češko. Leta 1348 je Karel IV. ustanovil Češko krono (Koruna česká) z naslednjimi provincami: 
- Mejna grofija Moravska (Markrabství moravské), ki so jo pridobili  Přemyslidi in  Slavníki po bitki pri Lechfeldu leta 955 in so jo morali leta 955 prepustiti Poljski. Ponovno je je pridobil vojvoda Břetislav I. leta 1019/1029 (datiranje ni zanesljivo).

- Zgornja Lužica (Horní Lužice), ki jo je pridobil Ivan Češki leta 1319, in Spodnja Lužica  (Dolní Lužice), nekdanja Lužiška marka, ki jo je Karel IV. leta 1367 pridobil od bavarskega vojvode Otona V. Habsburški cesar Ferdinand II. je s Praškim mirom leta 1635 Lužici odstopil Saškemu elektoratu.

- Vojvodine Šlezije (Slezsko), pridobljene s  pogodbo, sklenjeno v Trenčinu leta 1335 med češkim kraljem Ivanom in poljskim kraljem Kazimirjem III. Kraljica Marija Terezija je z Breslavskim sporazumom leta 1742 izgubila Šlezijo v korist pruskega kralja Friderika Velikega. Avstrijska Šlezija je bila izvzeta iz sporazuma.

- Severni del Zgornjega Pfalškega pri Sulzbachu, ki ga je v Češko krono vključil Karel IV. leta 1355. Karel je leta 1373 dele tega ozemlja zamenjal za Brandenburg, medtem ko je njegov sin Venčeslav I. leta 1400 preostanek izgubil v korist Pfalškega elektorata pod nemškim kraljem Rupertom.

- Mejna grofija Brandenburg, ki jo je leta 1373 pridobil Karel IV. od Otona IV. Bavarskega. Karlov sin, cesar Sigismund Luksemburški, je leta 1415  Brandenburg prepustil Frideriku I. Hohenzollernu. in 1415.[14]

Občasno so bile v Kraljevino Češko vključene tudi naslednje province: 
- Vojvodina Avstrija (1251), Vojvodina Štajerska (1261),  Egerland (1266), Vojvodina Koroška s Kranjsko marko in Slovensko marko (1269) in Furlanija (1272), ki jih je pridobil Otokar II., in leta 1278 po bitki pri Marchfeldu izgubil v korist Rudolfa I. Habsburškega.

V preambuli češke ustave je kot pravna naslednica Češke krone navedena sodobna Češka republika.

## Upravne enote
Okrožja (češko Kraje) (pred letom 1833)
Pred letom 1833 je bila Češka razdeljena na sedem do šestnajst okrožij. Med njimi so bila v različnih obdobjih naslednja okrožja: 
- Bechyně (nemško Beching)
- Mladá Boleslav (nemško Jung-Bunzlau)
- Čáslav (nemško Tschaslau)
- Chrudim
- Hradec Králové (nemško Königgrätz)
- Kladsko (nemško Glatz); po prvi šlezijski vojni (1740–1742) izgubljeno v korist Kraljevine Prusije
- Kouřim v Pragi (nemško Prag)
- Litoměřice (nemško Leitmeritz)
- Loket (nemško Elbogen)
- Vltava (nemško Moldau)
- Plzeň (nemško Pilsen)
- Podbrdsko v Berounu (nemško Beraun)
- Prácheňsko v Piseku (nemško Prachens)
- Rakovník (nemško Rakonitz)
- Slaný (nemško Schlan)
- Žatec (nemško Saaz)

Okrožja (1833–1849)
Po Johannu Gottfriedu Sommerju je bila Češka od leta 1833 do 1849 razdeljna na naslednja okrožja:
- Beroun (nemško Berauner Kreis)
- Nový Bydžov (nemško  Bidschower Kreis)
- České Budějovice (nemško Budweiser Kreis)
- Mladá Boleslav (nemško Bunzlauer Kreis)
- Čáslav (nemško Caslaver Kreis)
- Chrudim (nemško Chrudimer Kreis)
- Loket (nemško Elbogener Kreis)
- Kouřim (nemško Kaurimer Kreis)
- Klatovy (nemško  Klattauer Kreis)
- Hradec Králové (nemško Königgrätzer Kreis)
- Litoměřice (nemško Leitmeritzer Kreis)
- Plzeň (nemško Pilsener Kreis)
- Prácheň (nemško Prachiner Kreis)
- Rakovník, Slaný (nemško Rakonitzer Kreis)
- Žatec (nemško Saazer Kreis)
- Tábor (nemško Taborer Kreis)

Okrožja (1850–1918)
Po letu 1850 so bila okrožja razdeljena na 104 okraje:
- Asch (češko Aš)
- Außig (češko  Ústí nad Labem)
- Beneschau (češko Benešov)
- Bischofteinitz (češko Horušův Týn)
- Blatna (češko Blatná)
- Böhmisch Brod (češko Český Brod)
- Böhmisch Leipa (češko Česká Lípa)
- Brandeis an der Elbe (po letu 1908; češko Brandýs nad Labem)
- Braunau (češko Broumov)
- Brüx (češko  Most)
- Budweis (češko  Budějovice)
- Chaslau (češko  Čáslav)
- Chotěboř
- Chrudim
- Dauba (češko  Dubá)
- Deutsch Gabel (češko  Německé Jablonné)
- Deutschbrod (češko  Německý Brod)
- Dux (po letu 1896; češko Duchcov)
- Eger (češko  Cheb)
- Elbogen (od leta 1913; češko  Loket)
- Falkenau (češko Falknov)
- Friedland (češko  Frýdlant)
- Gablonz an der Neiße (češko  Jablonec nad Nisou)
- Graslitz (češko  Kraslice)
- Hohenelbe (češko  Vrchlabí)
- Hohenmauth (češko  Vysoké Mýto)
- Hořowitz (češko  Hořovice)
- Humpoletz (od leta 1910; češko  Humpolec)
- Jičin (češko  Jičín)
- Jungbunzlau (češko  Mláda Boleslav)
- Kaaden (češko  Kadaň)
- Kamenitz an der Linde (od leta 1905; češko  Kamenice nad Lipou)
- Kaplitz (češko  Kaplice)
- Karlsbad (češko  Karlovy Vary)
- Karolinenthal (češko  Karlín)
- Kladno (od leta 1893)
- Klattau (češko  Klatovy)
- Kolin (češko  Kolín)
- Komotau (češko  Chomutov)
- Königgrätz (češko  Hradec Králové)
- Königinhof an der Elbe (češko Dvůr Králové nad Labem)
- Königliche Weinberge (od leta 1884; češko  Královské Vinohrady)
- Kralowitz (češko  Kralovice)
- Kralup an der Moldau (češko  Kralupy nad Vltavou)
- Krumau (češko  Krumlov)
- Kuttenberg (češko  Kutná Hora)
- Landskron (češko  Lanškroun)
- Laun (češko  Louny)
- Ledeč
- Leitmeritz (češko Litoměřice)
- Leitomischl (češko  Litomyšl)
- Luditz (češko  Žlutice)
- Marienbad (od leta 1902; češko  Mariánské Lázně)
- Melnik (češko  Mělník)
- Mies (češko   Stříbro)
- Moldauthein (češko  Týn nad Vltavou)
- Mühlhausen (češko  Milevsko)
- Münchengrätz (češko   Mnichovo Hradiště)
- Nachod (pred letom 1899 del okraja Neustadt an der Mettau; češko   Náchod)
- Neubydžow (češko   Nový Bydžov)
- Neudek (od leta 1910; češko   Neydek)
- Neuhaus (češko   Jindřichův Hradec)
- Neupaka (od leta 1903; češko   Nová Paka)
- Neustadt an der Mettau (češko   Nové Město nad Metují)
- Pardubitz (češko   Pardubice)
- Pilgram (češko   Pelhřimov)
- Pilsen (češko   Plzeň)
- Pisek (češko   Písek)
- Plan (češko   Planá)
- Poděbrad (češko  Poděbrady)
- Podersam (češko   Podbořany)
- Polička
- Polna (ukinjen leta 1884; češko   Polná)
- Prachatitz (češko  Prachatice)
- Prag (češko  Praha)
- Preßnitz (od leta 1902; češko  Přísečnice)
- Přestitz (češko   Přeštice)
- Příbram (češko   Příbram)
- Rakonitz(češko   Rakovník)
- Raudnitz (češko   Roudnice nad Labem)
- Reichenau an der Kněžna (češko   Rychnov nad Kněžnou)
- Reichenberg (statutarno mesto in sedež Bezirkshauptmannschafta; češko Liberec)
- Rokitzan (od leta 1896; češko   Rokycany)
- Rumburg (češko   Rumburk)
- Saaz (češko   Žatec)
- Joachimsthal (češko   Jáchymov)
- Schlan (češko  Slaný)
- Schluckenau (češko   Šluknov)
- Schüttenhofen (češko   Sušice)
- Selčan (češko  Sedlčany)
- Semil (češko   Semily)
- Senftenberg (češko  Žamberk)
- Smichow (češko   Smíchov; sedež okraja: Praga)
- Starkenbach (češko   Jilemnice)
- Strakonitz (češko   Strakonice)
- Tabor (češko  Tábor)
- Tachau (češko   Tachov)
- Taus (češko   Domažlice)
- Tepl (češko  Teplá)
- Teplitz-Schönau (češko   Teplice-Šanov)
- Tetschen (češko   Děčín)
- Trautenau (češko   Trutnov)
- Turnau (češko   Turnov)
- Warnsdorf (od leta 1908; češko   Varnsdorf)
- Witting (češko  Třeboň)
- Žižkov (od leta 1898)

## Demografija

### Popis prebivalstva leta 1910
| Verstvo                  | Število   | %      |
| ------------------------ | --------- | ------ |
| Katoliki                 | 6.475.835 | 95,66  |
| Luterani                 | 98.379    | 1,45   |
| Judovstvo                | 85.826    | 1,26   |
| Kalvinisti               | 78.562    | 1,16   |
| Starokatoliki            | 14.631    | 0,21   |
| Grkokatoliki             | 1.691     | 0,02   |
| Moravska cerkev]]        | 891       | 0,01   |
| Grška pravoslavna cerkev | 824       | 0,01   |
| Angličani                | 173       | 0,00   |
| Unitarijci               | 20        | 0,00   |
| Muslimani                | 14        | 0,00   |
| Armenski katoliki        | 10        | 0,00   |
| Lipovanci                | 9         | 0,00   |
| Armenski pravoslavci     | 8         | 0,00   |
| Menoniti                 | 4         | 0,00   |
| Drugi                    | 1.467     | 0,02   |
| Neverni                  | 11.204    | 0,16   |
| Skupaj                   | 6.769.548 | 100,00 |

| Jezik                            | Število   | %     |
| -------------------------------- | --------- | ----- |
| Češčina (skupaj s slovaščino)    | 4.241.918 | 62,66 |
| Nemščina                         | 2.467.724 | 36,45 |
| Poljščina                        | 1.541     | 0,02  |
| Rusinščina                       | 1.062     | 0,01  |
| Slovenščina                      | 292       | 0,0   |
| Hrvaščina (skupaj s srbščino)    | 190       | 0,00  |
| Italijanščina (skupaj z ladinom) | 136       | 0,00  |
| Madžarščina                      | 48        | 0,00  |
| Romunščina                       | 33        | 0,00  |
| Drugi jeziki (večinoma romanski) | 56.604    | 0,83  |
| align=right \|6.769.548          | 100,00    |       |

### Porazdelitev jezikov po okrajih (1910)
| Okraj (Bezirk)                     | Češko ime              | Površina (km²) | Število | Nemci   | %      | Čehi    | %     | Drugi | %    |
| ---------------------------------- | ---------------------- | -------------- | ------- | ------- | ------ | ------- | ----- | ----- | ---- |
| Asch                               | Aš                     | 141,83         | 44.896  | 41.265  | 91,9%  | 5       | 0,0%  | 3.626 | 8,1% |
| Aussig                             | Ústí nad Labem         | 355,78         | 117.834 | 108.512 | 92,1%  | 6.392   | 5,4%  | 2.930 | 2,5% |
| Beneschau                          | Benešov                | 883,60         | 68.657  | 127     | 0,2%   | 68.394  | 99,6% | 136   | 0,2% |
| Bischofteinitz                     | Horušův Týn            | 628,96         | 49.342  | 38.024  | 77,1%  | 11.154  | 22,6% | 164   | 0,3% |
| Blatna                             | Blatná                 | 680,72         | 47.563  | 12      | 0,0%   | 47.523  | 99,9% | 28    | 0,1% |
| Böhmisch Brod                      | Český Brod             | 470,87         | 48.038  | 59      | 0,1%   | 47.915  | 99,7% | 64    | 0,1% |
| Böhmisch Leipa                     | Česká Lípa             | 640,60         | 73.493  | 70.507  | 95,9%  | 2.180   | 3,0%  | 806   | 1,1% |
| Brandeis an der Elbe (od 1908)     | Brandýs nad Labem      | 303,67         | 41.928  | 409     | 1,0%   | 41.385  | 98,7% | 13    | 0,0% |
| Braunau                            | Broumov                | 407,78         | 56.642  | 42.224  | 74,5%  | 13.583  | 24,0% | 835   | 1,5% |
| Brüx                               | Most                   | 336,60         | 101.759 | 75.342  | 74,0%  | 25.056  | 24,6% | 1.361 | 1,3% |
| Karlsbad                           | Karlovy Vary           | 242,12         | 78.762  | 77.107  | 97,9%  | 210     | 0,3%  | 1.445 | 1,8% |
| Časlau                             | Čáslav                 | 603,26         | 64.224  | 237     | 0,4%   | 63.876  | 99,5% | 111   | 0,2% |
| Budweis                            | Budějovice             | 1.015,27       | 120.659 | 24.929  | 20,7%  | 95.317  | 79,0% | 413   | 0,3% |
| Chotěboř                           | Chotěboř               | 539,07         | 46.790  | 284     | 0,6%   | 46.427  | 99,2% | 79    | 0,2% |
| Chrudim                            | Chrudim                | 398,94         | 41.660  | 30      | 0,1%   | 41.580  | 99,8% | 50    | 0,1% |
| Dauba                              | Dubá                   | 430,43         | 25.392  | 24.379  | 96,0%  | 931     | ,37%  | 82    | 0,3% |
| Deutschbrod                        | Německý Brod           | 589,83         | 50.395  | 11.506  | 22,8%  | 38.809  | 77,0% | 80    | 0,2% |
| Dux (since 1896)                   | Duchcov                | 369,85         | 84.388  | 61.572  | 73,0%  | 21.420  | 25,4% | 1.396 | 1,7% |
| Eger                               | Cheb                   | 455,34         | 69.062  | 64.030  | 92,7%  | 161     | 0,2%  | 4.871 | 7,1% |
| Elbogen (since 1913)               | Loket                  | 207,62         | 41.758  | 40.385  | 96,7%  | 457     | 1,1%  | 916   | 2,2% |
| Falkenau                           | Falknov                | 291,59         | 54.237  | 52.626  | 97,0%  | 904     | 1,7%  | 707   | 1,3% |
| Friedland                          | Frýdlant               | 401,06         | 50.680  | 48.665  | 96,0%  | 335     | 0,7%  | 1.680 | 3,3% |
| Gablonz an der Neisse              | Jablonec nad Nisou     | 210,11         | 98.991  | 90.939  | 91,9%  | 6.568   | 6,6%  | 1.484 | 1,5% |
| Deutsch Gabel                      | Německé Jablonné       | 261,07         | 31.503  | 30.927  | 98,2%  | 322     | 1,0%  | 254   | 0,8% |
| Graslitz                           | Kraslice               | 171,66         | 39.216  | 38.649  | 98,6%  | 1       | 0,0%  | 566   | 1,4% |
| Hohenelbe                          | Vrchlabí               | 359,65         | 45.550  | 43.275  | 95,0%  | 1.555   | 3,4%  | 720   | 1,6% |
| Hohenmauth                         | Vysoké Mýto            | 553,25         | 68.241  | 705     | 1,0%   | 67.407  | 98,8% | 129   | 0,2% |
| Hořowitz                           | Hořovice               | 581,83         | 74.915  | 1.041   | 1,4%   | 73.690  | 98,4% | 184   | 0,2% |
| Humpoletz (since 1910)             | Humpolec               | 312,24         | 27.607  | 16      | 0,1%   | 27.564  | 99,8% | 27    | 0,1% |
| Jičin                              | Jičín                  | 620,96         | 69.166  | 545     | 0,8%   | 68.476  | 99,0% | 145   | 0,2% |
| Joachimsthal                       | Jáchymov               | 202,09         | 18.662  | 18.408  | 98,6%  | 9       | 0,0%  | 245   | 1,3% |
| Jungbunzlau                        | Mláda Boleslav         | 568,34         | 76.989  | 1.258   | 1,6%   | 75.372  | 97,9% | 359   | 0,5% |
| Kaaden                             | Kadaň                  | 466,50         | 42.598  | 42.100  | 98,8%  | 264     | 0,6%  | 234   | 0,5% |
| Kamenitz an der Linde (since 1905) | Kamenice nad Lipou     | 453,20         | 36.171  | 8       | 0,0%   | 36.113  | 99,8% | 50    | 0,1% |
| Kaplitz                            | Kaplice                | 905,77         | 53.796  | 50.840  | 94,5%  | 2.848   | 5,3%  | 108   | 0,2% |
| Karolinenthal                      | Karlín                 | 207,64         | 69.184  | 3.538   | 5,1%   | 65.169  | 94,2% | 477   | 0,7% |
| Kladno (since 1893)                | Kladno                 | 286,34         | 80.785  | 1.412   | 1,7%   | 79.172  | 98,0% | 201   | 0,2% |
| Klattau                            | Klatovy                | 871,74         | 78.383  | 17.211  | 22,0%  | 60.923  | 77,7% | 249   | 0,3% |
| Kolin                              | Kolín                  | 489,25         | 73.311  | 45      | 0,1%   | 73.119  | 99,7% | 147   | 0,2% |
| Komotau                            | Chomutov               | 504,00         | 74.774  | 71.537  | 95,7%  | 2.058   | 2,8%  | 1.179 | 1,6% |
| Königgrätz                         | Hradec Králové         | 459,53         | 74.125  | 721     | 1,0%   | 73.131  | 98,7% | 273   | 0,4% |
| Königinhof an der Elbe             | Dvůr Králové nad Labem | 375,86         | 69.791  | 18.017  | 25,8%  | 51.260  | 73,4% | 514   | 0,7% |
| Königliche Weinberge (since 1884)  | Královské Vinohrady    | 344,93         | 182.381 | 8.565   | 4,7%   | 172.305 | 94,5% | 1.511 | 0,8% |
| Kralowitz                          | Kralovice              | 657,84         | 35.242  | 6.178   | 17,5%  | 29.015  | 82,3% | 49    | 0,1% |
| Kralup an der Moldau               | Kralupy nad Vltavou    | 216,86         | 32.217  | 24      | 0,1%   | 32.070  | 99,5% | 123   | 0,4% |
| Krumau                             | Krumlov                | 759,24         | 61.068  | 45.161  | 74,0%  | 15.729  | 25,8% | 178   | 0,3% |
| Kuttenberg                         | Kutna Hora             | 550,84         | 64.037  | 205     | 0,3%   | 63.709  | 99,5% | 123   | 0,2% |
| Landskron                          | Lanškroun              | 472,22         | 68.09   | 26.830  | 39,0%  | 41.721  | 60,7% | 158   | 0,2% |
| Laun                               | Louny                  | 358,08         | 44.699  | 311     | 0,7%   | 44.304  | 99,1% | 84    | 0,2% |
| Ledeč                              | Ledeč                  | 651,72         | 49.839  | 16      | 0,0%   | 49.790  | 99,9% | 33    | 0,1% |
| Leitmeritz                         | Litoměřice             | 628,10         | 90.740  | 71.439  | 78,7%  | 18.397  | 20,3% | 904   | 1,0% |
| Leitomischl                        | Litomyšl               | 491,86         | 50.775  | 14.699  | 28,9%  | 36.014  | 70,9% | 62    | 0,1% |
| Luditz                             | Žlutice                | 498,24         | 28.906  | 28.232  | 97,7%  | 562     | 1,9%  | 112   | 0,4% |
| Marienbad (since 1902)             | Marianske Lazne        | 322,25         | 31.993  | 31.656  | 98,9%  | 14      | 0,0%  | 323   | 1,0% |
| Melnik                             | Mělnik                 | 413,39         | 43.137  | 72      | 0,2%   | 42.892  | 99,4% | 173   | 0,4% |
| Mies                               | Stříbro                | 877,91         | 73.109  | 59.864  | 81,9%  | 12.938  | 17,7% | 307   | 0,4% |
| Moldauthein                        | Týn nad Vltavou        | 254,65         | 17.008  | 6       | 0,0%   | 16.990  | 99,9% | 12    | 0,1% |
| Mühlhausen                         | Milevsko               | 608,86         | 37.694  | 52      | 0,1%   | 37.627  | 99,8% | 15    | 0,0% |
| Münchengrätz                       | Mnichovo Hradiště      | 438,86         | 39.021  | 2,620   | 6,7%   | 36.250  | 92,9% | 151   | 0,4% |
| Nachod (since 1899)                | Náchod                 | 233,32         | 59.330  | 320     | 0,5%   | 58.685  | 98,9% | 325   | 0,5% |
| Neubydžow                          | Nový Bydžov            | 491,16         | 57.905  | 1,2%    | 57.733 | 99,7%   | 69    | 0,1%  |      |
| Neudek (since 1910)                | Neydek                 | 242,34         | 36.314  | 35.898  | 98,9%  | 5       | 0,0%  | 411   | 1,1% |
| Neuhaus                            | Jindřichův Hradec      | 711,23         | 52.409  | 22.293  | 42,5%  | 30.017  | 57,3% | 99    | 0,2% |
| Neupaka (since 1903)               | Nová Paka              | 221,64         | 64.628  | 2.661   | 4,1%   | 61.860  | 95,7% | 107   | 0,2% |
| Neustadt an der Mettau             | Nové Město nad Metují  | 445,13         | 49.634  | 5.644   | 11,4%  | 43.747  | 88,1% | 243   | 0,5% |
| Pardubitz                          | Pardubice              | 785,86         | 102.055 | 751     | 0,7%   | 100.996 | 99,0% | 308   | 0,3% |
| Pilgram                            | Pelhřimov              | 729,50         | 52.347  | 32      | 0,1%   | 52.253  | 99,8% | 62    | 0,1% |
| Pilsen                             | Plzeň                  | 659,71         | 156.069 | 11.763  | 7,5%   | 143.591 | 92,0% | 715   | 0,5% |
| Pisek                              | Písek                  | 973,62         | 79.096  | 289     | 0,4%   | 78.644  | 99,4% | 163   | 0,2% |
| Plan                               | Planá                  | 561,25         | 34.285  | 34.092  | 99,4%  | 73      | 0,2%  | 120   | 0,4% |
| Poděbrad                           | Poděbrady              | 693,79         | 82.610  | 167     | 0,2%   | 82.299  | 99,6% | 144   | 0,2% |
| Podersam                           | Podbořany              | 579,17         | 43.787  | 42.280  | 96,6%  | 1.350   | 3,1%  | 157   | 0,4% |
| Politcka                           | Polička                | 320,42         | 34.727  | 9.904   | 28,5%  | 24.788  | 71,4% | 35    | 0,1% |
| Prachatitz                         | Prachatice             | 1.094,39       | 74.058  | 36.127  | 48,8%  | 37.740  | 51,0% | 191   | 0,3% |
| Prag                               | Praha                  | 105,10         | 223.741 | 18.853  | 8,4%   | 202.067 | 90,3% | 2.921 | 1,3% |
| Preßnitz (since 1902)              | Přísečnice             | 56,51          | 17.501  | 16.878  | 96,4%  | 45      | 0,3%  | 578   | 3,3% |
| Přestitz                           | Přeštice               | 517,65         | 45.298  | 134     | 0,3%   | 45.101  | 99,6% | 63    | 0,1% |
| Příbram                            | Příbram                | 707,63         | 67.392  | 114     | 0,2%   | 67.193  | 99,7% | 85    | 0,1% |
| Rakonitz                           | Rakovník               | 646,44         | 51.551  | 845     | 1,6%   | 50.642  | 98,2% | 64    | 0,1% |
| Raudnitz                           | Roudnice nad Labem     | 459,29         | 53.629  | 165     | 0,3%   | 53.311  | 99,4% | 153   | 0,3% |
| Reichenau an der Kněžna            | Rychnov nad Kněžnou    | 412,89         | 53.056  | 138     | 0,3%   | 52.802  | 99,5% | 116   | 0,2% |
| Reichenberg                        | Liberec                | 320,24         | 130.012 | 118.232 | 90,9%  | 8.485   | 6,5%  | 3.295 | 2,5% |
| Rokitzan (since 1896)              | Rokycany               | 711,00         | 59.659  | 347     | 0,6%   | 59.106  | 99,1% | 206   | 0,3% |
| Rumburg                            | Rumburk                | 84,81          | 29.817  | 29.220  | 98,0%  | 71      | 0,2%  | 526   | 1,8% |
| Saaz                               | Žatec                  | 403,25         | 49.452  | 46.089  | 93,2%  | 2.953   | 6,0%  | 410   | 0,8% |
| Schlan                             | Slaný                  | 549,41         | 86.720  | 148     | 0,2%   | 86.407  | 99,6% | 165   | 0,2% |
| Schluckenau                        | Šluknov                | 190,84         | 57.590  | 55.656  | 96,6%  | 92      | 0,2%  | 1.842 | 3,2% |
| Schüttenhofen                      | Sušice                 | 817,05         | 53.295  | 21.379  | 40,1%  | 31.760  | 59,6% | 156   | 0,3% |
| Selčan                             | Sedlčany               | 744,93         | 54.051  | 34      | 0,1%   | 53.963  | 99,8% | 54    | 0,1% |
| Semil                              | Semily                 | 313,61         | 63.046  | 677     | 1,1%   | 62.259  | 98,8% | 110   | 0,2% |
| Senftenberg                        | Žamberk                | 600,04         | 58.710  | 27.726  | 47,2%  | 30.581  | 52,1% | 403   | 0,7% |
| Smichow                            | Smíchov                | 489,22         | 167.830 | 5.310   | 3,2%   | 161.403 | 96,2% | 1.117 | 0,7% |
| Starkenbach                        | Jilemnice              | 338,14         | 49.204  | 10.848  | 22,0%  | 38.243  | 77,7% | 113   | 0,2% |
| Strakonitz                         | Strakonice             | 863,29         | 73.903  | 69      | 0,1%   | 73.737  | 99,8% | 97    | 0,1% |
| Tabor                              | Tábor                  | 978,55         | 79.540  | 36      | 0,0%   | 79.405  | 99,8% | 99    | 0,1% |
| Tachau                             | Tachov                 | 621,80         | 43.441  | 43.152  | 99,3%  | 26      | 0,1%  | 263   | 0,6% |
| Taus                               | Domažlice              | 492,16         | 48.680  | 8.515   | 17,5%  | 39.946  | 82,1% | 219   | 0,4% |
| Tepl                               | Teplá                  | 388,51         | 26.559  | 26.478  | 99,7%  | 9       | 0,0%  | 72    | 0,3% |
| Teplitz-Schönau                    | Teplice-Šanov          | 197,30         | 102.888 | 86.679  | 84,2%  | 12.851  | 12,5% | 3.358 | 3,3% |
| Tetschen                           | Děčín                  | 602,83         | 120.400 | 115.413 | 95,9%  | 1.490   | 1,2%  | 3.497 | 2,9% |
| Trautenau                          | Trutnov                | 516,23         | 85.514  | 65.694  | 76,8%  | 18.968  | 22,2% | 852   | 1,0% |
| Turnau                             | Turnov                 | 330,73         | 48.186  | 2.571   | 5,3%   | 45.479  | 94,4% | 136   | 0,3% |
| Warnsdorf (since 1908)             | Varnsdorf              | 79,38          | 39.339  | 37.619  | 95,6%  | 599     | 1,5%  | 1.121 | 2,8% |
| Wittingau                          | Třeboň                 | 800,78         | 48.825  | 1.375   | 2,8%   | 47.383  | 97,0% | 67    | 0,1% |
| Žižkov (since 1898)                | Žižkov                 | 237,99         | 102.514 | 1.633   | 1,6%   | 100.333 | 97,9% | 548   | 0,5% |